# Hegyi vízirigó

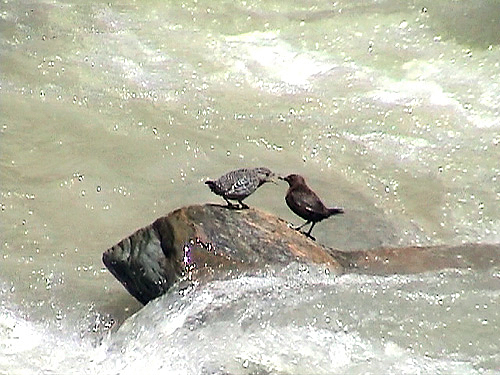
Idős egy fiatalt táplál

A hegyi vízirigó vagy barna vízirigó (Cinclus pallasii) a madarak osztályának a verébalakúak (Passeriformes) rendjéhez és a vízirigófélék (Cinclidae) családjához tartozó faj.

## Előfordulása
Afganisztán, Banglades, Bhután, India, Japán, Kína,  Kazahsztán, Észak-Korea, Dél-Korea, Kirgizisztán, Laosz, Mianmar, Nepál, Pakisztán, Oroszország, Tajvan, Tádzsikisztán, Thaiföld, Türkmenisztán, Üzbegisztán és Vietnám területén honos. A természetes élőhelye sebes hegyi patakok környéke.

## Alfajai
- Cinclus pallasii pallasii
- Cinclus pallasii dorjei
- Cinclus pallasii tenuirostris

## Megjelenése
Testhossza 22 centiméter, testtömege 87 gramm. Az idős példányok tollazata barna színű, a fiataloknak világosabb a színe és foltos mintázata van.
|  |